# 100 величайших звёзд кино за 100 лет по версии AFI
AFI’s 100 Years… 100 Stars (100 лет… 100 звёзд) — один из рейтинговых списков цикла AFI 100 Years… Американского института киноискусства. Список включает 50 величайших легенд американского киноэкрана — 25 мужчин и 25 женщин.
Телепрограмма AFI’s 100 Years… 100 Stars была показана 16 июня 1999 года на канале CBS. 50 легенд киноэкрана были представлены пятьюдесятью действующими актёрами, что в сумме дало сотню «звёзд». Вела передачу Ширли Темпл (занявшая 18-е место в списке легенд).

## Легенды американского киноэкрана
Американский институт киноискусства определяет «легенду американского киноэкрана» как актёра (или группу актёров) со значительным присутствием в американских полнометражных фильмах, дебютировавшего в 1950 году или ранее либо уже умершего.
| №  | Мужчины                                                            | Мужчины | Женщины                      | Женщины |
| -- | ------------------------------------------------------------------ | ------- | ---------------------------- | ------- |
| 1  | Хамфри Богарт (1899—1957)                                          |         | Кэтрин Хепбёрн (1907—2003)   |         |
| 2  | Кэри Грант (1904—1986)                                             |         | Бетт Дейвис (1908—1989)      |         |
| 3  | Джеймс Стюарт (1908—1997)                                          |         | Одри Хепбёрн (1929—1993)     |         |
| 4  | Марлон Брандо (1924—2004)                                          |         | Ингрид Бергман (1915—1982)   |         |
| 5  | Фред Астер (1899—1987)                                             |         | Грета Гарбо (1905—1990)      |         |
| 6  | Генри Фонда (1905—1982)                                            |         | Мэрилин Монро (1926—1962)    |         |
| 7  | Кларк Гейбл (1901—1960)                                            |         | Элизабет Тейлор (1932—2011)  |         |
| 8  | Джеймс Кэгни (1899—1986)                                           |         | Джуди Гарленд (1922—1969)    |         |
| 9  | Спенсер Трейси (1900—1967)                                         |         | Марлен Дитрих (1901—1992)    |         |
| 10 | Чарльз Чаплин (1889—1977)                                          |         | Джоан Кроуфорд (1905—1977)   |         |
| 11 | Гэри Купер (1901—1961)                                             |         | Барбара Стэнвик (1907—1990)  |         |
| 12 | Грегори Пек (1916—2003)                                            |         | Клодетт Кольбер (1903—1996)  |         |
| 13 | Джон Уэйн (1907—1979)                                              |         | Грейс Келли (1929—1982)      |         |
| 14 | Лоренс Оливье (1907—1989)                                          |         | Джинджер Роджерс (1911—1995) |         |
| 15 | Джин Келли (1912—1996)                                             |         | Мэй Уэст (1893—1980)         |         |
| 16 | Орсон Уэллс (1915—1985)                                            |         | Вивьен Ли (1913—1967)        |         |
| 17 | Кирк Дуглас (1916—2020)                                            |         | Лиллиан Гиш (1893—1993)      |         |
| 18 | Джеймс Дин (1931—1955)                                             |         | Ширли Темпл (1928—2014)      |         |
| 19 | Берт Ланкастер (1913—1994)                                         |         | Рита Хейворт (1918—1987)     |         |
| 20 | Братья Маркс Чико (1887—1961) Харпо (1888—1964) Граучо (1890—1977) |         | Лорен Бэколл (1924—2014)     |         |
| 21 | Бастер Китон (1895—1966)                                           |         | Софи Лорен (род. 1934)       |         |
| 22 | Сидни Пуатье (1927—2022)                                           |         | Джин Харлоу (1911—1937)      |         |
| 23 | Роберт Митчем (1917—1997)                                          |         | Кэрол Ломбард (1908—1942)    |         |
| 24 | Эдвард Г. Робинсон (1893—1973)                                     |         | Мэри Пикфорд (1892—1979)     |         |
| 25 | Уильям Холден (1918—1981)                                          |         | Ава Гарднер (1922—1990)      |         |

## Действующие звёзды
Легенд кинематографа представляли действующие звёзды:
- Кевин Бейкон
- Алек Болдуин
- Жаклин Биссет
- Эрнест Боргнайн
- Джеймс Каан
- Джим Керри
- Чеви Чейз
- Шер
- Кевин Костнер
- Билли Кристал
- Клэр Дэйнс
- Джина Дэвис
- Лора Дерн
- Мэтт Диллон
- Ричард Дрейфус
- Джеки Чан
- Клинт Иствуд
- Миа Фэрроу
- Бриджит Фонда
- Питер Фонда
- Морган Фримен
- Тери Гарр
- Вупи Голдберг
- Джефф Голдблюм
- Вуди Харрельсон
- Ричард Харрис
- Голди Хоун
- Грегори Хайнс
- Дастин Хоффман
- Анджелина Джоли
- Майкл Китон
- Мартин Ландау
- Джессика Лэнг
- Ширли Маклейн
- Марша Мейсон
- Марли Мэтлин
- Майк Майерс
- Эдвард Нортон
- Эдвард Джеймс Олмос
- Мисс Пигги
- Линн Редгрейв
- Джулия Робертс
- Джина Роулендс
- Кевин Спейси
- Сильвестр Сталлоне
- Род Стайгер
- Шэрон Стоун
- Билли Боб Торнтон
- Лили Томлин
- Эмили Уотсон
- Джеймс Вудс

## Факты
- Братья Маркс[3] — единственная позиция в списке легенд, занимаемая группой актёров.
- 8 легенд родились в Нью-Йорке: Барбара Стэнвик, Мэй Уэст, Рита Хейворт, Лорен Бэколл, Хамфри Богарт, Джеймс Кэгни, Берт Ланкастер и братья Маркс[3].
- 13 легенд начали сниматься в немом кино и продолжили в «звуке»: Джоан Кроуфорд, Грета Гарбо, Барбара Стэнвик, Лиллиан Гиш, Кэрол Ломбард, Мэри Пикфорд, Кларк Гейбл, Чарльз Чаплин, Гэри Купер, Джон Уэйн, Братья Маркс[3], Бастер Китон и Эдвард Г. Робинсон.
- Самая продолжительная кинокарьера у Лиллиан Гиш — 75 лет.
- Самая продолжительная кинокарьера среди мужчин у Лоренса Оливье — 59 лет.
- Софи Лорен — единственная живущая актриса-легенда из списка.
- Марлон Брандо, Сидни Пуатье и Софи Лорен дебютировали в 1950.
- Звёзды, дебютировавшие после 1950-го, не могут считаться легендами. Среди них: Джек Леммон, Пол Ньюман, Ширли Маклейн, Клинт Иствуд.
- Восемь «легенд» составляют четыре легендарных дуэта: Кэтрин Хепбёрн и Спенсер Трейси, Хамфри Богарт и Лорен Бэколл, Фред Астер и Джинджер Роджерс, Кларк Гейбл и Вивьен Ли.
- 13 легенд родились за пределами США: Одри Хепбёрн в Бельгии; Элизабет Тейлор, Кэри Грант, Чарльз Чаплин, Лоренс Оливье — в Англии; Ингрид Бергман и Грета Гарбо — в Швеции; Марлен Дитрих в Германии; Клодетт Кольбер во Франции; Вивьен Ли в Индии; Софи Лорен в Италии; Мэри Пикфорд в Канаде; Эдвард Г. Робинсон в Румынии.